# Bree Olson

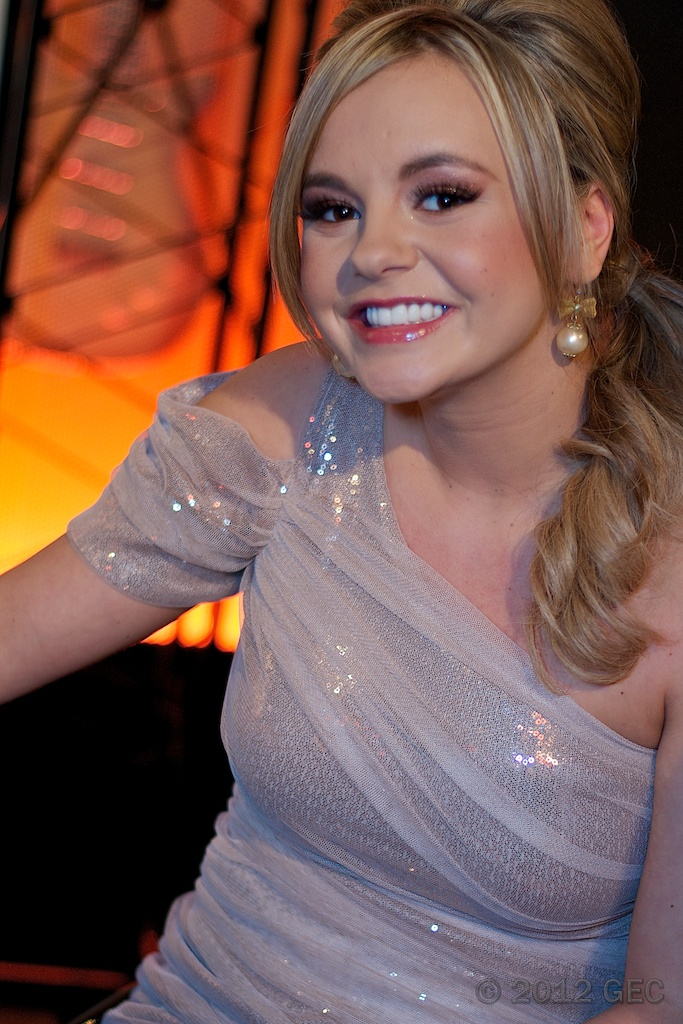
Bree Olson auf der AVN Adult Entertainment Expo 2012

Bree Olson (bürgerlich: Rachel Marie Oberlin; * 7. Oktober 1986 in Houston, Texas) ist eine US-amerikanische Schauspielerin, Pornodarstellerin und ein Penthouse Pet.

## Leben
Bree Olson wurde in Houston, Texas geboren und ist in Woodburn, Indiana aufgewachsen. Nach dem Abschluss an der Woodlan High School im Jahr 2005 besuchte sie die Indiana University-Purdue University Fort Wayne, wo sie Pre-Medicine Biology studierte. 2011 lebte sie kurzzeitig mit Charlie Sheen und dem Model Natalie Kenly in einer Dreiecksbeziehung in Sheens Villa.

## Karriere
Olson stieg 2006 in die Pornobranche ein und spielte in 220 Pornofilmen mit. Von 2007 bis 2010 stand sie bei Adam & Eve unter Vertrag.

Im März 2008 wurde sie zum Penthouse Pet des Monats März 2008 gewählt und war auf dem Cover der UK-Ausgabe des Männermagazins Hustler zu sehen. Im gleichen Jahr veröffentlichte die Produktionsgesellschaft Zero Tolerance die interaktive DVD Interactive Sex with Bree Olson. Diese war die erste interaktive HD-DVD weltweit. Bree Olson drehte Filme für Digital Playground, Jules Jordan Video und Evil Angel und hat mit den Regisseuren Axel Braun, Joey Silvera, Lexington Steele, Tom Byron sowie Robby D. gearbeitet. 

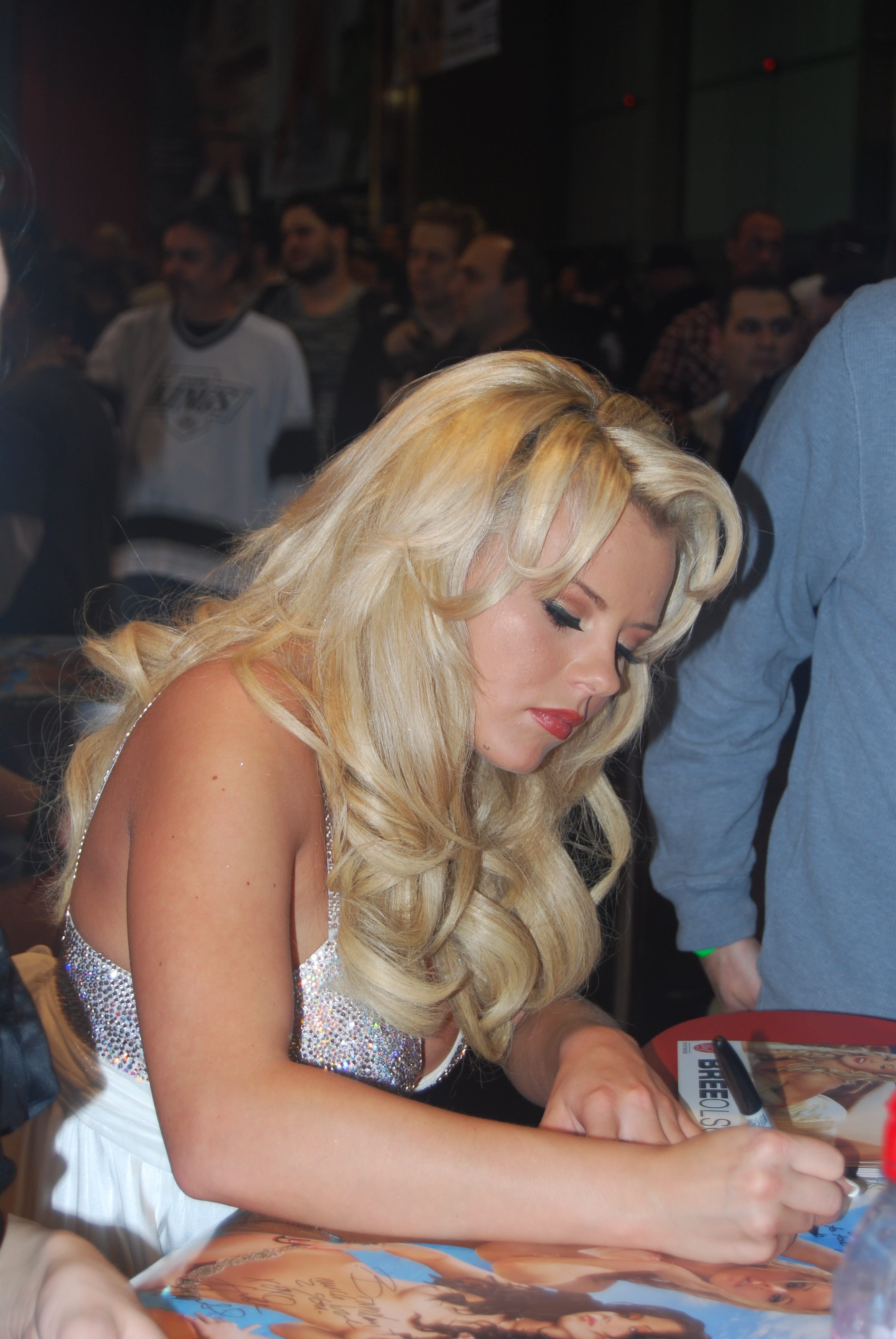
Olson bei der AVN Adult Entertainment Expo 2008

Olson wurde in der August-Ausgabe 2008 des Porno-Magazins Genesis auf Platz zehn im „Porn’s Hot 100“-Ranking von Pornodarstellern gelistet. Im Jahr 2009 belegte sie Platz sechs. Im Laufe ihrer Karriere gewann sie mehrere AVN-, XBIZ- und XRCO-Awards.
Bei James Gunn’s PG Porn trat sie in der sechsten Episode Helpful Bus als „Pretty Trashy“ auf.
Gemeinsam mit Sunny Leone moderierte sie die AVN-Awardshow 2012 in Las Vegas. Dieser Auftritt war gleichzeitig ihr Ausstieg aus der Branche. Laut eigener Aussage pausierte ihre Karriere während ihrer Beziehung mit Charlie Sheen, und danach entschloss sie sich gegen eine erneute Aufnahme. Nach ihrem endgültigen Abschied bei der Awardshow im Januar 2012 zog sie nach Los Angeles, um Schauspielstunden zu nehmen und näher an Hollywood zu sein. Nach ihrem ersten Auftritt als Schauspielerin in Purgatory Comics 2009 spielt sie in der Komödie Calvin's Dream mit.
2012 veröffentlichte Olson auf YouTube ein Video zur Unterstützung von Jason Russels Kampagne Kony 2012, in dem Szenen von ihr im Bikini im Wechsel mit Szenen von bewaffneten Kindern in Uganda zu sehen sind. Ihre Motivation hinter dem Film sei es gewesen, dass „ein Löffel voll Zucker hilft, die Medizin zu schlucken“.
2016 warnte sie junge Mädchen davor, in der Pornoindustrie zu arbeiten, weil diese wegen der öffentlichen Verurteilung nie wieder ein normales Leben führen könnten.

## Filmografie (Auswahl)

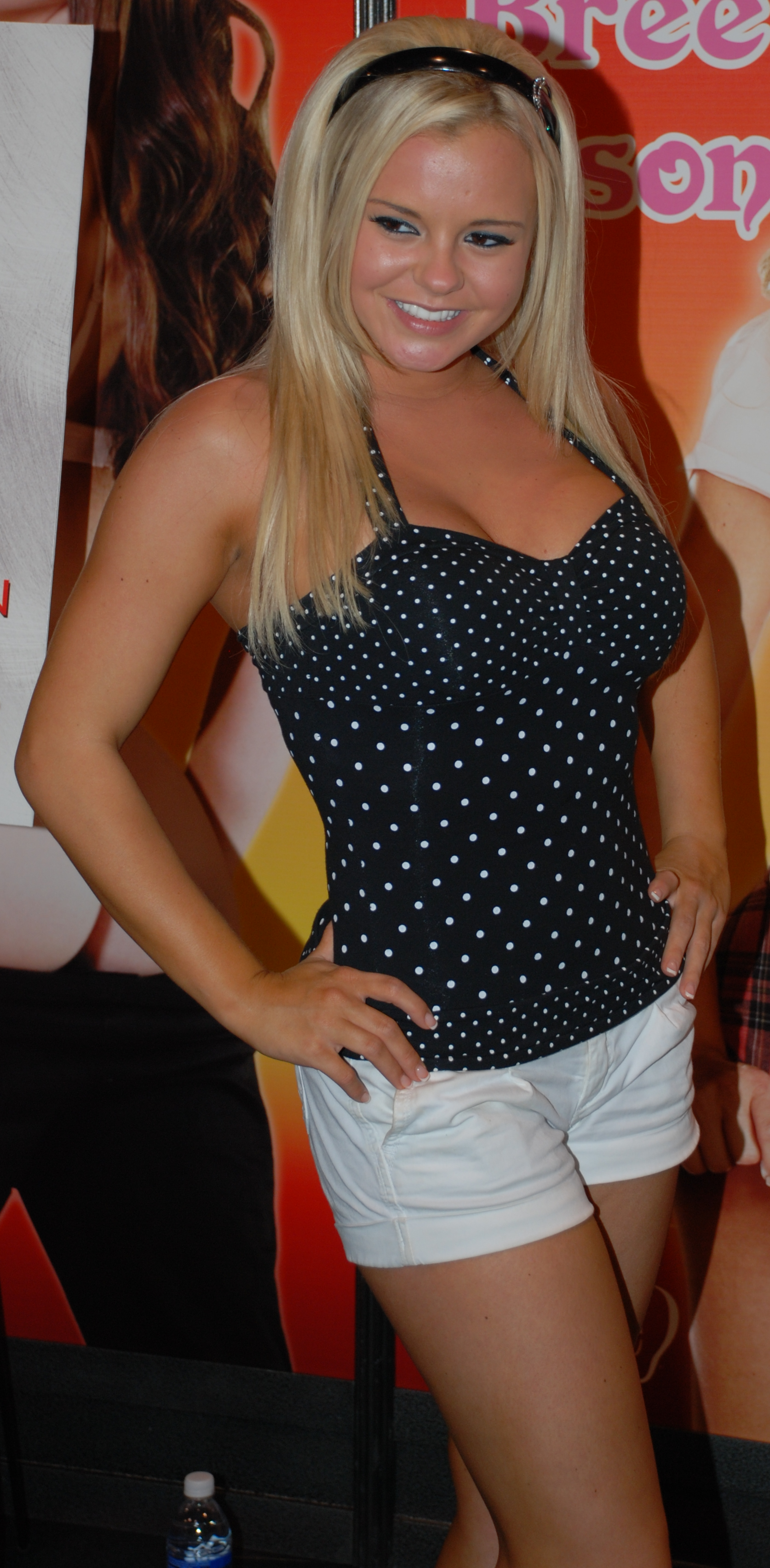
Bree Olson posiert auf der Exxxotica-Messe in Miami (2009)

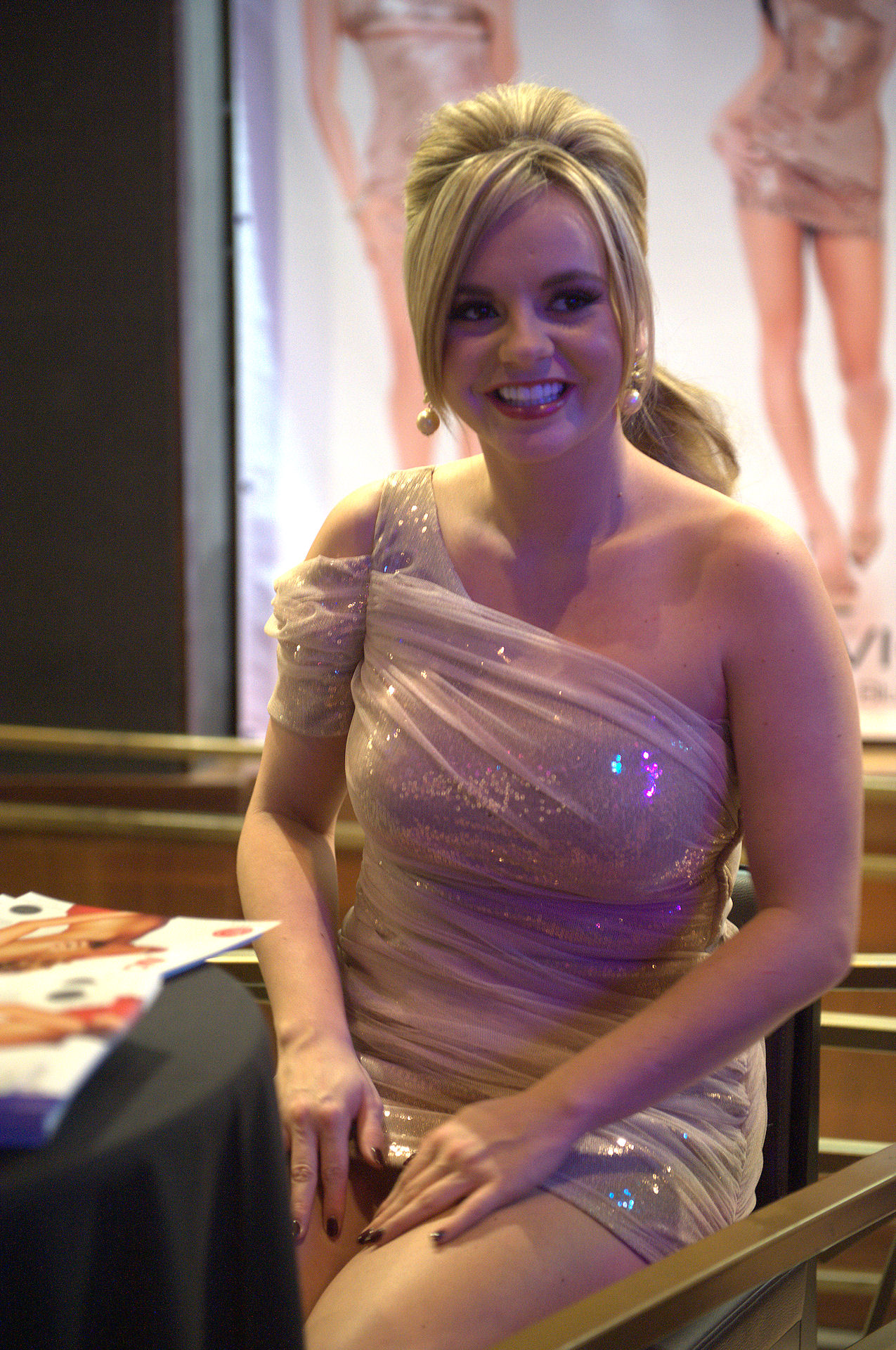
Bree Olson auf der AEE 2012

### Pornografische Filme
Die Internet Adult Film Database (IAFD) listet 630 Filme auf, in denen sie mitgespielt hat. (Stand: April 2024)
- 2006: Bombshell Bottoms 2
- 2006: Girls Hunting Girls 10
- 2006: Manojob: Bree Olson
- 2006: Naughty Bookworms 691
- 2006: Tits and Togas
- 2006: Whale Tail 3
- 2007: 20 Oz Cum Slut
- 2007: Eden
- 2007: Barely Legal 70
- 2007: Blonde Teacher Creampie Fuck 2
- 2007: Deep Throat This 37
- 2007: Every Day The Sun Shines I Wake Up Horny
- 2007: Face Fucking Inc. 2
- 2007: Hard Help Is Good to Find
- 2007: Women Seeking Women 35
- 2008: Carolina Jones and the Broken Covenant
- 2008: Interactive Sex with Bree Olson
- 2008: Roller Dollz
- 2008: Diary of a Nanny 4
- 2009: She Knows Exactly What She's Doing
- 2009: The 8th Day
- 2010: Bang Bus 31
- 2010: Big Tits at School 9
- 2010: Blonde Super Idol Special
- 2010: Bree Olsen Bagged Herself A Loser
- 2010: Bree Olsen Plundering Her Pussy
- 2010: Bree's At School
- 2010: Deep Throat This 43
- 2010: F Team
- 2010: Freshly Caught Whole Lexi Belle and Bree Olson
- 2010: Getting Off Easy
- 2010: World Renowned AV Star Bree Olson
- 2010: The Bombshells 1
- 2010: The A-Team XXX – A Parody
- 2011: America’s Next Top Model: A XXX Porn Parody
- 2011: Bang Bus 31
- 2011: Brazzers Live 10: Ruff'n'tuff
- 2011: North Pole 83
- 2011: One On One With Bree Olson
- 2011: Scooby Doo: A XXX Parody
- 2012: Big Tits in Sports 11
- 2012: Cheerleaders 2
- 2012: Cumgasm
- 2012: Pornstars Like It Big 13
- 2012: Pornstars Punishment 5
- 2012: Young Pussy Lust 1
- 2013: Adventures in Eden
- 2013: Cock-Aholics
- 2013: Day In Montreal
- 2013: My Sister’s Hot Friend
- 2013: Surprise Blowjob
- 2015: Freaks In The Sheets With Peter North
- 2016: Anal Club 4
- 2016: Kelly and Bree
- 2019: Neighbor Affair
- 2020: Candy 69 1

### Mainstream-Auftritte
- 2009: Purgatory Comics
- 2015: The Human Centipede III (Final Sequence)
- 2017: Aliens vs. Titanic

## Auszeichnungen
- 2007: Adultcon Top 20 Adult Actresses[8]
- 2008: AVN Award – Best New Starlet[9]
- 2008: XBIZ Award – Best New Starlet
- 2008: AVN Award – Best Anal Sex Scene (Video) – Big Wet Asses 10
- 2008: XRCO Award – Best New Starlet
- 2008: XRCO Award – Cream Dream
- 2008: F.A.M.E. Award – Favorite Female Rookie
- 2009: AVN Award – Best New Web Starlet[10]
- 2010: AVN Award – Best All-Girl Three-Way Sex Scene (in The 8th Day, zusammen mit Tori Black und Poppy Morgan)
- 2010: AEBN VOD Award – Performer Of The Year[11]
- 2011: Nightmoves – Best Social Media Star
- 2012: XRCO Award - Mainstream Adult Media Favorite

## Fernseh- und Radio-Auftritte
- Olson hatte einen Gastauftritt als Kindermädchen in der Reality-TV-Show Keeping Up with the Kardashians auf dem Sender E! Entertainment Television.
- Olson war zweimal Gast der „Howard-Stern-Show“.